# Natromelansonita
La natromelansonita és un mineral de la classe dels silicats.

## Característiques
La natromelansonita és un fil·losilicat de fórmula química Na₃Zr[Si₇AlO₁₉]·4H₂O. Va ser aprovada com a espècie vàlida per l'Associació Mineralògica Internacional en el mes de novembre de l'any 2023, i publicada l'any següent. Cristal·litza en el sistema monoclínic. És l'anàleg de sodi de la melansonita.
L'exemplar que va servir per a determinar l'espècie, el que es coneix com a material tipus, es troba conservat a les col·leccions mineralògiques del Museu Canadenc de la Natura, al Quebec (Canadà), amb el número de catàleg: CMNMC 90813.

## Formació i jaciments
Va ser descoberta a la pedrera Poudrette, situada al Mont Saint-Hilaire, dins el RCM de La Vallée-du-Richelieu, a Montérégie (Quebec, Canadà), sent aquest indret l'únic a tot el planeta on ha estat descrita aquesta espècie mineral.